# Prasinocyma convergens
Prasinocyma convergens är en fjärilsart som beskrevs av W. Warren 1907. Prasinocyma convergens ingår i släktet Prasinocyma och familjen mätare. Inga underarter finns listade i Catalogue of Life.